# GHz
GHz đọc là ghi-ga-héc.Là một đơn vị đo tần số dao động của một đối tượng nào đó trên một đơn vị thời gian là một giây đồng hồ.Với phương trình: xGHz=xHz*1000000000.Tức là 1ghz bằng một tỉ dao động lặp lại trên 1 giây.